# Точипылькы
Точипылькы — река в России, протекает по территории Ямало-Ненецкого автономного округа. Впадает в Чёртово озеро. Длина реки составляет 34 км. В 4 км от устья по правому берегу впадает река Таккыль-Точипылькы.

## Данные водного реестра
По данным государственного водного реестра России относится к Нижнеобскому бассейновому округу, водохозяйственный участок реки — Таз. Речной бассейн реки — Таз.
Код объекта в государственном водном реестре — 15050000112115300067059.